# Друге життя
Second life (Друге життя) – єретичний роман української письменниці, доктора наук та засновниці видавництва «Дуліби» Марини Гримич. Твір написаний 2010 року, входить до серії книг «Deja vu».

## Сюжет
У творі йдеться про подорож 33-літнього Артема Шуліки, який після серцевого нападу потрапляє до «потойбічного світу». Крок за кроком головний герой дізнається все більше про місце, в яке він потрапив. В цьому йому допомагають нові знайомі: Серафим, Архангел та ВПП (Великий Пролетарський Письменник).
Паралельно Артем розповідає про своє минуле життя та про людей, які були йому близькими: бабуся, Лі, Дейв, Марина, Чарльз, Джессі та Елізабет. Виявилося, що герой народився в Києві, але згодом емігрував до Північної Америки та навчався в Оксфорді. Лише завдяки власним зусиллям він піднявся із дна суспільства на його верхівку: став провідним девелопером у престижній північноамериканській фірмі. Раптова смерть його друга Чарльза змусила Арчі замислитися над своїм життям та хоч щось змінити. Зрештою, такі думки призвели до депресії та усамітнення в трейлері Дейва, і якби не Маринина вчасна допомога, герой міг би не опанувати себе. Опісля Артем повертається на батьківщину та започатковує успішний бізнес. Та в один день під час ранкової пробіжки він раптово відчув біль у грудях та помер.  
Завдяки своєму розуму герой швидко усвідомлює особливості «потойбічного життя» та просувається по рівнях. В кінці роману Серафим пропонує залишитися та допомагати Богові з розвитком життя. В цю мить Артем відчуває слабкість в руках та ногах, що свідчило про те, що в іншому світі він ще не помер та його намагаються повернути до життя. Зваживши все, Артем обирає життя в реальному світі, а не в потойбіччі.

## Цікаві факти
- Протягом багатьох років авторці снився один і той же сон, але в різних інтерпретаціях. Аби не забути вона записала їх – так і з’явився сюжет твору.
- Для створення художнього оформлення палітурки книги було використано картину Миколи Малишка «Заперечення».[2]
- Близько півтора року Марина Гримич провела в Канаді, тому велика кількість англіцизмів пояснюється саме цим.

## Покликання
Роман "Second life (Друге життя) Марини Гримич